# Wagon kangourou
Pour les articles homonymes, voir Kangourou (homonymie).

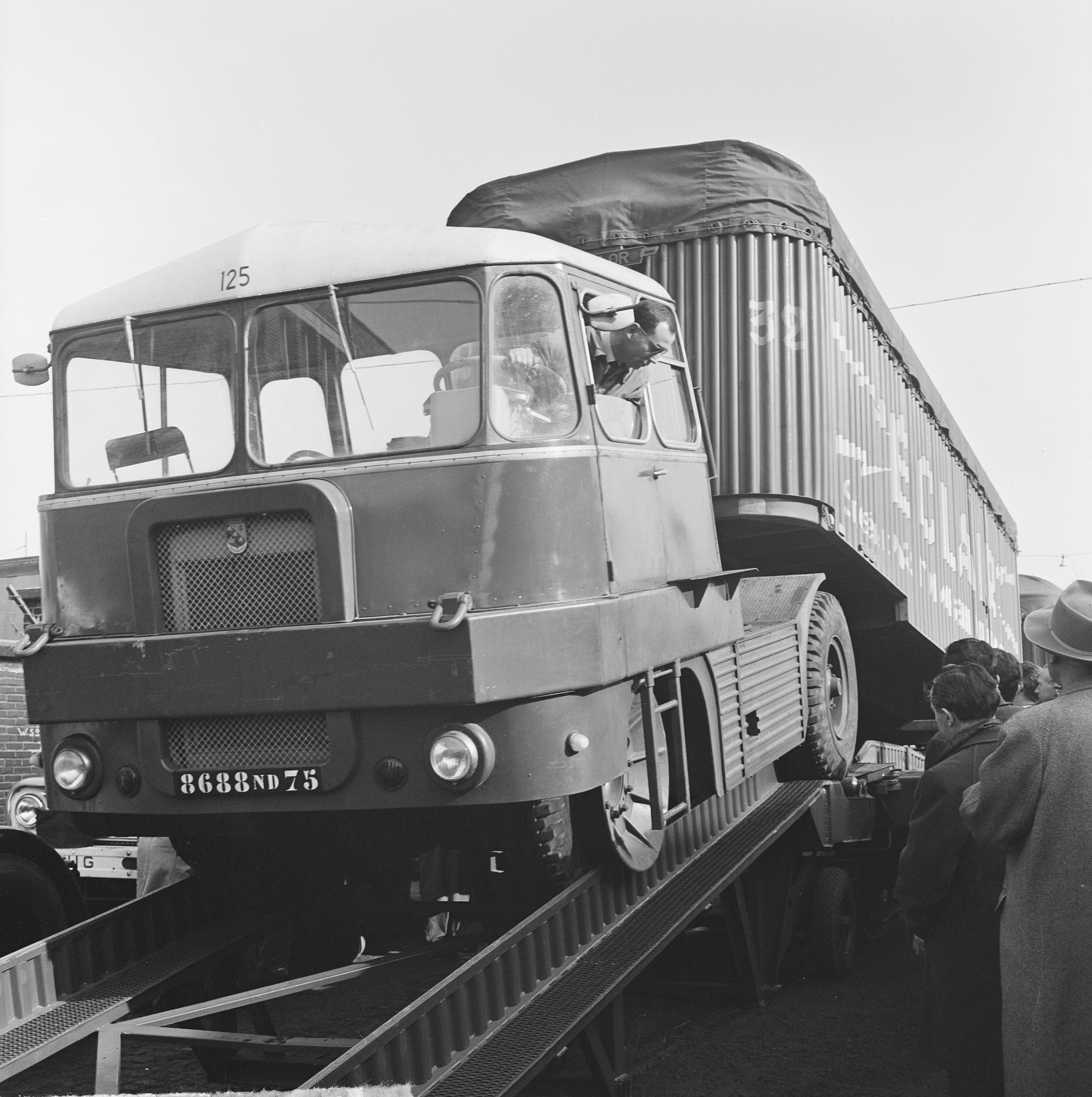

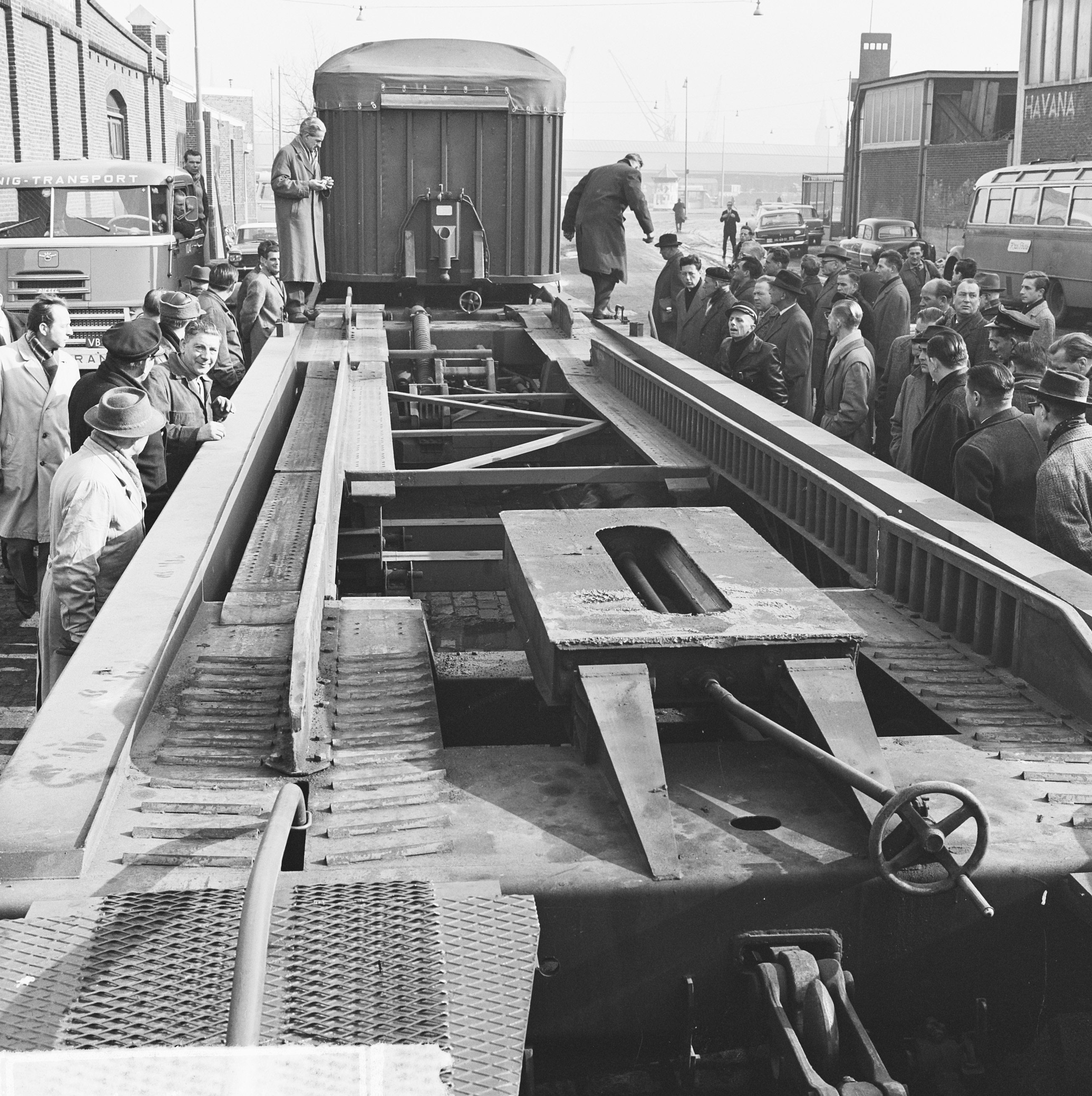

Le wagon kangourou (ou wagon à poche système Novatrans) est un type de wagon ferroviaire conçu pour le transport de semi-remorques. Il comporte un pont-levis formant une poche en position basse (d'où son nom) permettant de placer le train porteur (2 ou 3 essieux) de la semi-remorque et ainsi de respecter la hauteur du gabarit ferroviaire (4,280 m au-dessus de la surface du rail pour le gabarit UIC).
Ce sont des wagons surbaissés spéciaux. Les modèles à essieux sont de type UIC K, leurs homologues à bogies de type S.

## EnFrance
Le wagon kangourou est la suite du wagon UFR. Ce dernier ne répondant plus aux impératifs de transport, il fut étudié un nouveau type de wagon pour le transport des semi-remorques mais cette fois-ci en prenant comme base une remorque standard et non une remorque adaptée.

### Wagon à essieux
Le premier type de wagon kangourou est un modèle à 2 essieux pesant 11 t de tare, ayant une longueur de 12,02 m et acceptant une charge de 29 t. Ce wagon est aux limites de charge, de longueur et d'empattement, fixées par l'Union internationale des chemins de fer (UIC), avec un empattement de 9 m.
Ce type de wagon sera désigné KE, Kangourou à Essieux, et sera construit en 246 exemplaires répartis en 4 commandes de 1958 à 1963.
Le wagon se distingue par :
- un pont-levis manœuvrable qui peut occuper 2 positions :
  - position haute pour le passage d'un wagon à l'autre
  - position basse pour loger les roues de la semi-remorque qui viennent en appui sur le châssis du wagon
- des rails de guidage pour la semi-remorque sur le châssis, sur les passerelles et sur le pont-levis
- et une sellette d'attelage pour la semi-remorque réglable longitudinalement

Les wagons kangourous circulent dans des rames blocs de plusieurs dizaines de wagons. Ils sont forcément tous orientés dans le même sens, sinon les opérations de chargement et de déchargement seraient impossibles.
Cependant, et ce dès 1962, de nouvelles réglementation dans le code de la route, de nouveaux tracteur à cabines courtes et de nouvelles dispositions prises par la Société nationale des chemins de fer français rendent ce type de wagon dépassé ! En effet la technique évoluant, on a ainsi :
- un passage de 35 t à 38 t pour le poids des ensembles routiers avec pour corollaire un poids de la semi-remorque pouvant atteindre 32 t,
- un passage de 14 m à 15 m pour la longueur des ensembles routiers,
- et la mise sur le marché d'un tracteur court, avec pour corollaire de ces deux points une longueur de la semi-remorque pouvant atteindre 12,20 m,
- une orientation pour atteindre 120 km/h sur les trains de messagerie,
- et enfin, en vue de l'application de l'attelage automatique, une conception pouvant le recevoir.

### Wagon à bogies

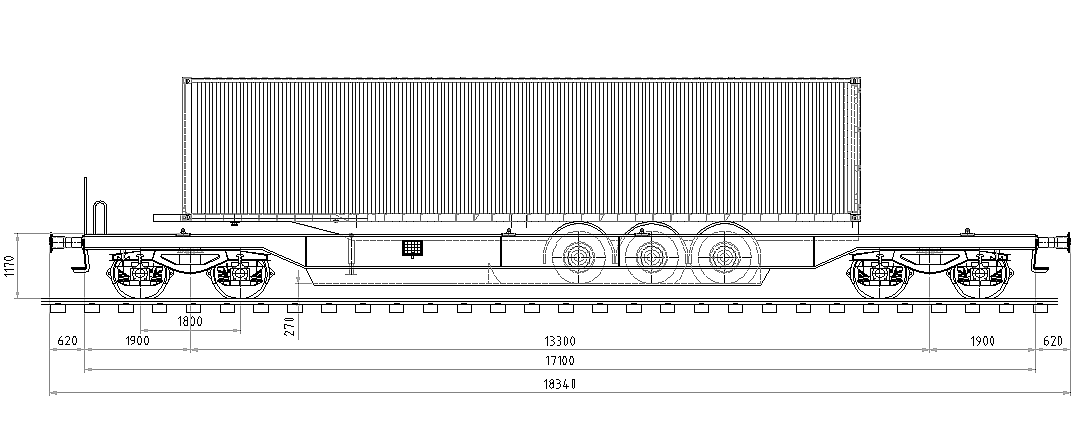
Plan coté du Sdgmns^{743} (T3) de la DB.

Comme écrit plus haut le wagon à essieux est très vite dépassé, la SNCF et la SEGI décident de concevoir un nouveau wagon dès 1965 mais à bogies cette fois-ci, pour pouvoir accepter les nouvelles normes. De plus, la conception prévoit une marge permettant d'absorber une éventuelle nouvelle réglementation augmentant le poids et la longueur des semi-remorques.
Ainsi de 1967 à 1968 sont livrés un total de 80 wagons construit en deux séries :
- la série 5 avec frein à vis pour 40 wagons,
- la série 6 sans frein à vis pour 40 wagons.

La construction fait appel à des tôles pliées et soudées avec les équipements de freinage aux extrémités. Ces wagons pèsent 18,5 t de tare, ont une longueur de 15 m et acceptant une charge de 33 t et sont montées sur des bogies Y 29 leur permettant une vitesse maximum de 120 km/h.
Tous ces wagons sont prévus pour circuler en trains-blocs, ne peuvent passer à la butte de triage et resteront la propriété de la SEGI.
Ce wagon sera désigné SK : Super Kangourou.
De 1968 à 1969 un nouveau wagon est étudié en reprenant les caractéristiques du wagon précédent mais avec des profilés mécano-soudés en lieu et place des tôles. Ces wagons pèsent 17,5 t de tare, ont une longueur de 15 m et acceptant une charge de 33 t et sont montées sur des bogies Y 31 C leur permettant une vitesse maximum de 120 km/h.
La commande porte sur un total de 440 wagons répartis de la façon suivante :
- la série 7 pour 50 wagons
- la série 8 pour 50 wagons
- la série 10 pour 50 wagons
- la série 11 pour 70 wagons
- la série 13 pour 50 wagons
- la série 14 pour 40 wagons
- la série 16 pour 50 wagons
- la série 18 pour 80 wagons

Sur toutes ces séries, une seule restera propriété de la SNCF : la série 8.
Ce wagon (de type UIC Sss) sera désigné KB : Kangourou à Bogies.
Pourtant dès 1966 la concurrence arrive avec les conteneurs. La SNCF s'oriente rapidement vers ce type de transport et des essais sont menés pour assurer la manutention des semi-remorques de la même façon.
La société Novatrans qui gère le ferroutage décide en 1977 de ne faire plus que de la manutention verticale et d'abandonner progressivement la manutention horizontale. Des études sont entreprises pour transformer le parc de wagons kangourou en wagons porte-conteneurs ou en « wagons-poche » destinés à recevoir les semi-remorques manipulées verticalement. Les wagons modifiés deviennent respectivement des KC issus de la série 11 et des KM issus des séries 7, 13, 14, 16 et 18.
Malheureusement le trafic décline rapidement et en 1983 c'est l'abandon de la manutention horizontale avec pour corollaire d'à nouveau modifier immédiatement les wagons de la série 18 en cours de modification en KM pour donner les K1. Tous les autres KM seront progressivement modifiés en K1 au fil des révisions.
Les wagons de la série 10 sont, quant-à-eux, transformés en porte-conteneurs en 1984, donnant la série KU.
Les wagons de la série 8, appartenant à la SNCF sont pour leur part transformés en porte-conteneurs en 1984 donnant la série K9. Ces wagons sont loués à Novatrans qui les restitue en 2005.
En 2006, les wagons sont radiés et en 2007 tout le parc est démoli sauf une dizaine de wagons gardés par la SEGI.
Les wagons des séries 5 et 6 du fait des longerons en tôles pliées ne peuvent être modifiés et sont restitués par Novatrans à la SEGI de décembre 1986 à janvier 1988 et en 1989 76 wagons sont vendus à GEFCO pour être transformés en wagons porte-automobiles.

### Moyen annexes
Lors des débuts la semi-remorque était manipulée par un tracteur spécial avec utilisation d'une rampe de chargement/déchargement puis lors de la manutention verticale ce fut une grue ou un portique de manutention après renforcement de la semi-remorque au droit de la saisie par les pinces.

## Situation en Europe
Cette solution de transport combiné est en exploitation depuis les années 1970 dans toute l'Europe. Mais elle n'est pas comparable à l'autoroute ferroviaire car elle nécessite une organisation logistique différente : Manutention par tracteur routier spécifique ou par grue ou par portique, échange de tracteur routier au départ et à l'arrivée. Elle offre en contrepartie un bon rapport charge utile sur masse tractée : 50% (pour une semi-remorque (longue de 13,5 m) de 9 tonnes chargée de 25 tonnes de marchandises) du fait qu'elle ne transporte pas le tracteur routier (environ 6 t). Pourtant dans les années 2000 la route "roulante" connaît un regain d'intérêt (même si ce regain est pour l'instant faible en France) et le trafic de semi-remorques s'efface au profit du tout conteneur[réf. nécessaire].
En Allemagne, on distingue les types suivants :
- T1 Sdgkms707 ex Skss-z707 (1973) de 16,44 m et charge utile 33 t,
- T3 Sdgmns743 (années 1990) de 18,34 m, charge utile 62,5 t (conteneurs) pour 20,4 t de tare[2]
- T4 : ce type de 18,28 m admet une charge utile de 69 t (conteneurs) ou 38 t (semi-remorque),
- Sdggmrs744 / Sdggmrs739 : ce sont des wagons articulés à 3 bogies ; la série 739 est apte aux 140 km/h,
- T2000 Sdggmrss736
- T3000 variante optimisée pour les remorques Megatrailer de 3 m de hauteur interne.

## Modélisme
- Le wagon kangourou à essieux a été proposé à l'échelle H0 par Jouef à l'unité ou dans un coffret comprenant 2 wagons, incluant le tracteur et la rampe de chargement/déchargement.
- Des wagons kangourou à bogies ont été proposés en H0 par Märklin / Trix et Roco.
- Le wagon kangourou à bogies est aussi proposé en H0 par LS Models, mais pour l'instant seulement dans sa version KB : KM, K1, KC,... donc des wagons-poche[3],[4].
- Depuis 2015, le wagon kangourou à essieux est proposé par REE-Modèles à l'échelle H0 à l'unité ou dans un coffret comprenant deux wagons (et deux remorques), un tracteur et une rampe de chargement/déchargement[1],[5].